# Тассілон III
Тассілон III (*Tassilo III, 741—796) — герцог Баварії у 748—788 роках. Святий католицької церкви, день пам'яті 11 грудня.

## Життєпис

### Володарювання
Походив з роду Агілольфінгів. Син Оділона, герцога Баварії, та Хільтруди (доньки Карла Мартела, мажордома Франкського королівства). Народився у 741 році.
У 748 році після смерті його батька владу захопив вуйко Грифон з роду Піпінідів. Втім більшість баварів виступили проти нього, а також на підтримку Тассілона виступив родич Піпін Короткий, мажордом Франкської держави. Після сходження на трон Баварії Тассілон III змушений був визнати зверхність франків.
Проте спочатку герцог Баварії керував під опікою своєї матері та знатних баварів. Лише з 755 року Тассілон III перебрав фактичну владу. 756 року брав активну участь у церковному синоді в Ашгеймі.
У 757 році Тассілон з'явився на збори сановників та військовиків Франкської держави у Комп'єнь, де склав урочисту присягу на вірність королю Піпіну III і його синам, передавши своє герцогство в руки короля і отримавши його назад у вигляді лена.
У 760 році (за іншими відомостями це сталося 764 або 765 року) оженився з донькою Дезидерія, правителя Лангобардського королівства. Цим була продовжена давня традиція союзу баварських та лангобардських володарів. Після цього здійснив декілька мандрівок до Італії, де встановив гарні відносини з лангобардськими аристократами та папою римським Стефаном III.
У 763 році баварський герцог відмовився виконати своє зобов'язання васала та відмовився від участі в поході франкського війська проти Аквітанії, і королю Піпіну III не вдалося повернути його до покори. Тассілон III мріяв зовсім скинути залежність від франкського короля і перетворити свої володіння, що тягнулися від річки Лех до річки Енс, в самостійну державу, яким Баварія була за його попередників. Цьому сприяла та обставина, що наступник Піпіна III — Карл I — протягом 760—770-х років змушений був вести безперервні війни як в середині держави, так з саксами, слов'янами та арабами.
Тассілон III перестав надавати королю франків допоміжних загонів у війнах, з'являтися на травневих зборах франків і скликав власні збори світських і духовних чинів (у 769—770 роках в Дінгольфінгу та 771 року — в Нойшіні), постанови яких видавалися від імені герцога. Тассілон III наказав рахувати часовий проміжок в Баварії за роками свого правління. При цьому ім'я короля Франкської держави іноді зовсім не звучало.
У 768 році заснував монастир Гарс на березі річки Інн у південній частині герцогства. 771 року на соборі в Нойшіні видано перший баварський шкільний закон, що стосувався можливостей навчання. Тассілон III багато зробив для розбудови монастирів, які оздоблювалися у баварського стилі, ігноруючи поширений франкський стиль.
У 772—773-х роках не втрутився у конфлікт між королем Дезидерієм та папою римським Адріаном I, що значно погіршило відносини між Баварією та Папським престолом. Разом з тим посилив вплив на залежну від нього слов'янську державу Карантанія.
774 року під час війни франків та лангобардів Тассілон III не надав військової підтримки своєму тестю Дезидерію. Втім також не підтримав оружно франкського короля Карла I. 777 року на зборах в столиці герцогства Ратісбоні Тассілон III оголосив своїм співволодарем старшого сина Теодона III.
У 781 році його було викликано на збори в Вормсі. Проте Тассілон III зажадав натомість отримати франкських заручників, які б гарантували йому безпеку. Водночас звернувся за допомогою до Папи Римського. Проте Адріан I був на боці Карла Великого.

### Повалення
Втім ситуація змінилася після рішучих перемог франків над саксами. Карл Великий рушив на чолі потужного війська проти Баварії. Не маючи потуги чинити спротив герцог Тассілон змушений був підкоритися під час перемовин біля Аусбурга у 787 році. Незабаром підтвердив ленну присягу на сеймі у Вормсі, видавши заручників, між якими був його син.
Але підпорядкування того було тільки зовнішнє. Баварський герцог став таємно формувати антифранкську коаліцію. До неї приєдналися Візантія і лангобардські аристократи. До союзу намагалися залучити і аварів, які оселилися на Середньому Дунаї. Щоб попередити об'єднання їх військ, Карл Великий раптово перейшов у наступ. Короля франків підтримали папа римський і баварське духовенство з архієпископом Зальцбургским на чолі, а також багато знатних баварів, що стали в безпосередню ленну залежність від Карла I. Баварію було оточено з трьох боків. Захоплений зненацька, Тассілон III не намагався чинити опір.
На сеймі в Інгельгеймі в 788 році герцога судили за зраду. Свідками проти нього виступили деякі баварці, але явних доказів не було. Тоді згадали стару провину Тассілона III, який залишив військо Піпіна III під час походу до Аквітанії. Засуджений на смерть за дезертирство (Herisliz), герцог був помилуваний королем, але покарання було замінено постригом. Його разом зі старшим сином Теодоном відправлено до монастиря Сен-П'єр-де-Жюмьеж. Також насильно пострижено дружину та двох синів поваленого герцога.
Саме герцогство приєднане до франкских володінь. Карл Великий у 791—793 роках перебував у баварський столиці Ратісбона (сучасний Регенсбург), призначивши управляти нею спеціально призначеного префекта — Герольда, графа Віцгау (мав франко-алеманське походження), який керував Баварією до 799 року.

### Останні роки
У 794 році Тассілон прибув на сейм у Франкфурті-на-Майні, де просив у франкського короля вибачення і відрікся за себе і за своє потомство від усіх прав на Баварію і спадкові володіння, доручивши свою родину милості Карла I. Після цього він повернувся в монастир Лаурісгам (Лорш) на Рейні, де, ймовірно і помер.

## Родина
Дружина — Лютберга, донька Дезидерія, короля лангобардів.
Діти:
- Теодон (бл. 770—бл. 793), співгерцог Баварії у 777—787 роках
- Теудеберт
- Гунтарій
- Котані
- Ротруда